# Southwest Airlines
Southwest Airlines ist eine US-amerikanische Billigfluggesellschaft mit Sitz in Dallas.

## Unternehmen
Nach der am 6. Mai 1949 gegründeten und 1988 in Konkurs gegangenen US-amerikanischen Pacific Southwest Airlines (PSA) ist die Southwest Airlines die zweite Billigfluggesellschaft der Welt und erwirtschaftet seit 1973 durchgängig Gewinne. Southwest Airlines ist derzeit die größte Billigfluggesellschaft der Welt und Pionier des Billigflugsegments. Gemessen an beförderten Passagieren (2019: 163,6 Mio.) ist sie noch vor Delta Air Lines die größte Fluggesellschaft der Welt. Southwest rangiert unter den Top Ten der gewinnstärksten Fluggesellschaften der Welt auf Platz vier.
Das erfolgreiche Southwest Airlines-Konzept wurde von einigen Fluggesellschaften kopiert, u. a. durch Ryanair und easyJet. Sie erreichen aber bei weitem nicht die Größe bzw. Umsatzzahlen von Southwest.

## Geschichte
Southwest Airlines wurde im März 1967 als Air Southwest Inc. von Herbert D. Kelleher und dem texanischen Geschäftsmann Rollin King gegründet. Durch die zu damaliger Zeit geltende strikte Regulierung des inner-US-amerikanischen Luftverkehrs durch das Civil Aeronautics Board und Einsprüchen gegen die Betriebsaufnahme durch die großen US-Fluggesellschaften (American Airlines, United Airlines, Eastern Air Lines und Delta Airlines), die damals den inner-US-amerikanischen Markt beherrschten, verzögerte sich die Betriebsaufnahme der neuen Fluggesellschaft um vier Jahre.
Im März 1971 erfolgte die Umbenennung von Air Southwest Inc. in Southwest Airlines. Am 18. Juni 1971 wurde schließlich der Flugbetrieb zwischen Dallas, Houston und San Antonio mit drei Boeing 737-200 aufgenommen. Heimatflughafen ist seit 1971 Dallas Love Field in Dallas, Texas. Bis 1978 wurden nur Städte innerhalb des Bundesstaates Texas angeflogen, ab 1979 folgten Ausdehnungen nach Louisiana, New Mexico, Oklahoma, Arizona, Nevada und Kalifornien.
Im Januar 2005 wurde die letzte von ehemals 55 Boeing 737-200Adv. (Lieferungen von 1971 bis 1985) außer Dienst gestellt, diverse Maschinen wurden abgestellt und noch als Reserve bereitgehalten. Im Februar 2005 erhielt die Fluggesellschaft ihre 200. Boeing 737-700.
Am 12. März 2008 hat die Fluggesellschaft 41 Maschinen ihrer Flotte außer Betrieb genommen. Southwest wird vorgeworfen, die Sicherheitsvorschriften umgangen zu haben. Vorausgegangen war ein Bußgeld in Höhe von 10,2 Millionen Dollar, das die US-amerikanische Luftfahrtbehörde FAA gegen das Unternehmen verhängt hatte, weil es 46 Maschinen nicht wie gefordert auf Materialermüdung überprüft hatte.
Im Herbst 2010 übernahm Southwest den Konkurrenten AirTran für 1,4 Milliarden US-Dollar.

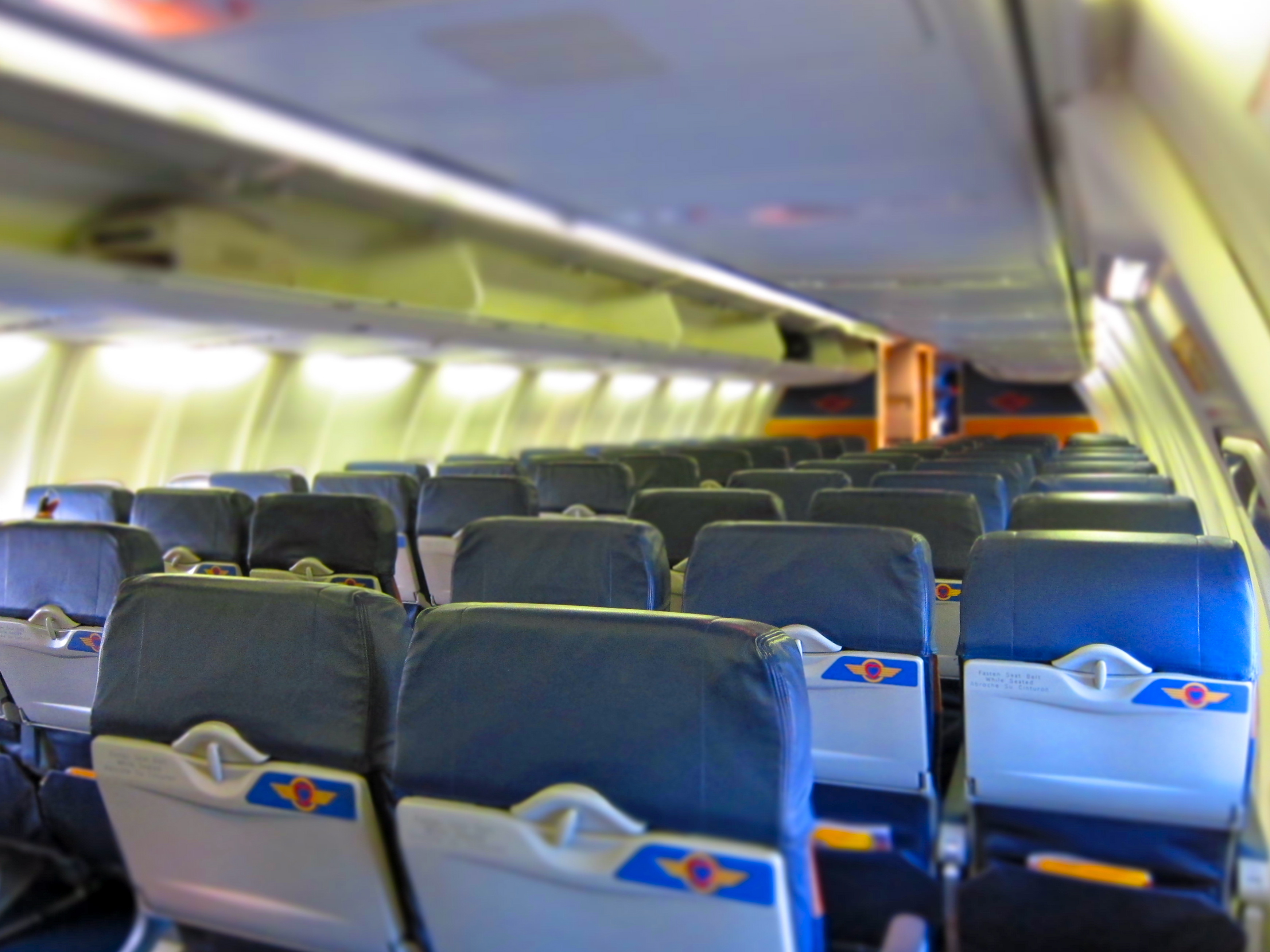
Passagierkabine einer Boeing 737-700 der Southwest

Ende 2018 gab Southwest bekannt, Flüge zwischen Kalifornien und 4 Flughäfen in Hawaii anbieten zu wollen. Die dafür notwendige ETOPS-Zertifizierung soll voraussichtlich im Frühjahr 2019 erreicht werden, mehrere Testflüge nach Kailua-Kona und Hilo wurden bereits absolviert. Linienflüge sollen ab April 2019 stattfinden.

## Flugziele
Neben Zielen innerhalb der USA fliegt Southwest Airlines auch Ziele in Mexiko, der Karibik und Zentralamerika an.

## Flotte

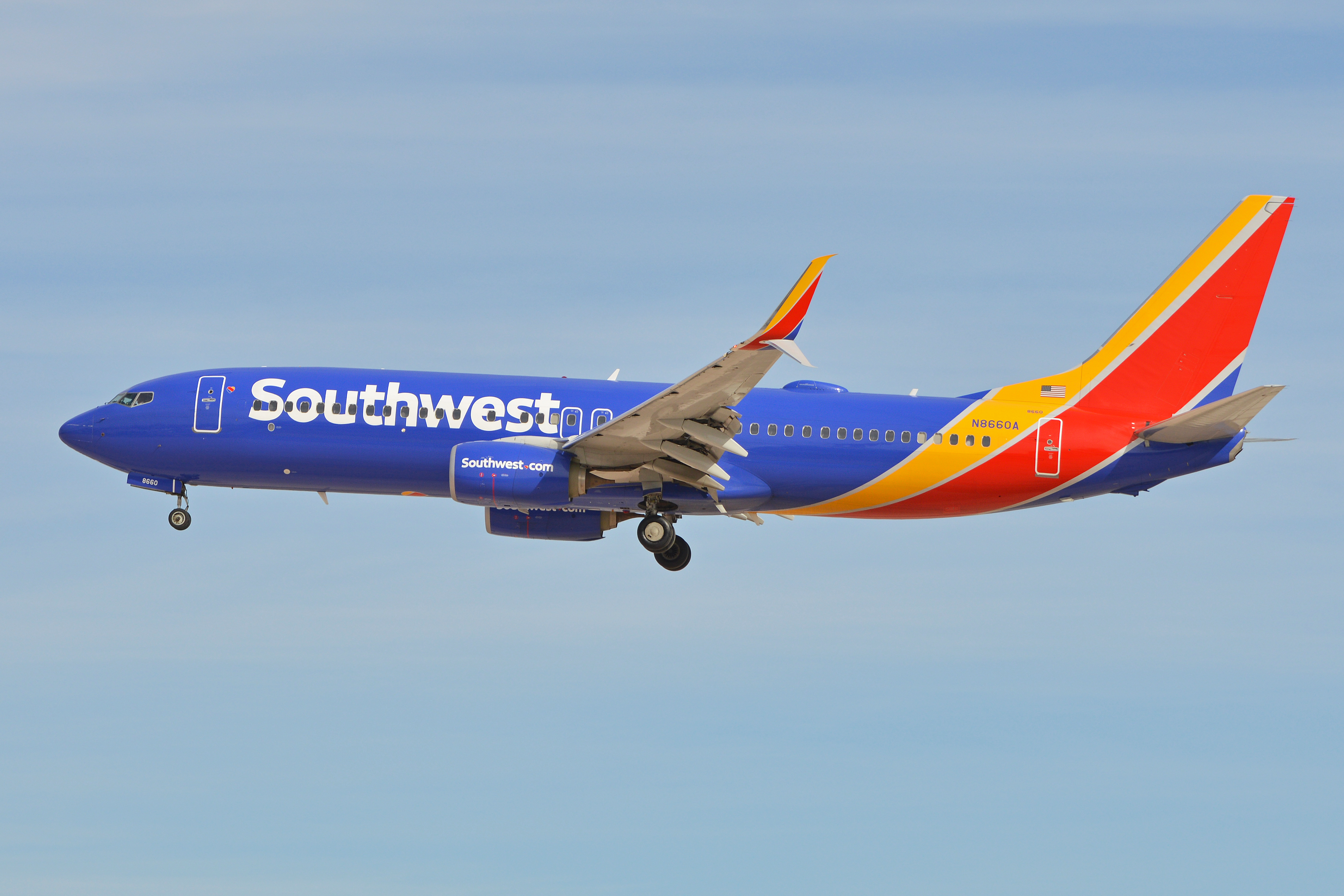
Boeing 737-800 der Southwest Airlines

Mit Stand April 2025 besteht die Flotte der Southwest Airlines aus 802 Flugzeugen mit einem Durchschnittsalter von 11,6 Jahren:
| Flugzeugtyp      | Anzahl | bestellt | Anmerkungen                    | Sitzplätze | Durchschnittsalter |
| ---------------- | ------ | -------- | ------------------------------ | ---------- | ------------------ |
| Boeing 737-700   | 341    |          | 17 inaktiv                     | 143        | 19,2 Jahre         |
| Boeing 737-800   | 203    |          | 03 inaktiv                     | 175        | 09,7 Jahre         |
| Boeing 737 Max 7 |        | 302      | sollen ältere 737-700 ersetzen | 150        |                    |
| Boeing 737 Max 8 | 258    | 150      | Auslieferung seit August 2017  | 175        | 03,2 Jahre         |
| Gesamt           | 802    | 452      |                                |            | 11,6 Jahre         |

1971–1972 bestand die Flotte aus drei Boeing 737-200 (N20SW–N22SW). Zum Einsatz kam von 1979 bis 1980 auch eine von Braniff geleaste Boeing 727-200 sowie 1983–1984 zwei geleaste 727-200 von People Express. 1980 zählte die Flotte eine Boeing 727-200 (geleast) und 21 Boeing 737-200Adv., 1986 bereits 46 Boeing 737-200Adv. und 16 Boeing 737-300.
Bis heute hält die Fluggesellschaft am Typ Boeing 737 fest und unterhält die weltgrößte Boeing-737-Flotte mit bisher über 700 neuen und angekauften Flugzeugen. In der Zeit von Dezember 1997 bis 31. Dezember 2004 wurden 193 Boeing 737-700 in Dienst gestellt. Weitere Maschinen dieses Typs sind fest bestellt. Southwest Airlines ist zugleich auch Erstkunde der Boeing 737-300 (seit November 1984 in Betrieb), der Boeing 737-500 (seit Mai 1990 in Betrieb) und der Boeing 737-700 (seit Dezember 1997 im Liniendienst). Alle Boeing 737-700 der Lieferserien 1997 bis 2002 wurden seit 2004 nachträglich mit Winglets ausgerüstet, die ab 2003 gelieferten Maschinen haben diese schon bei Auslieferung.
Am 29. August 2017 übernahm Southwest Airlines ihre erste Boeing 737 Max 8.

### Farbschemata
1971–2001

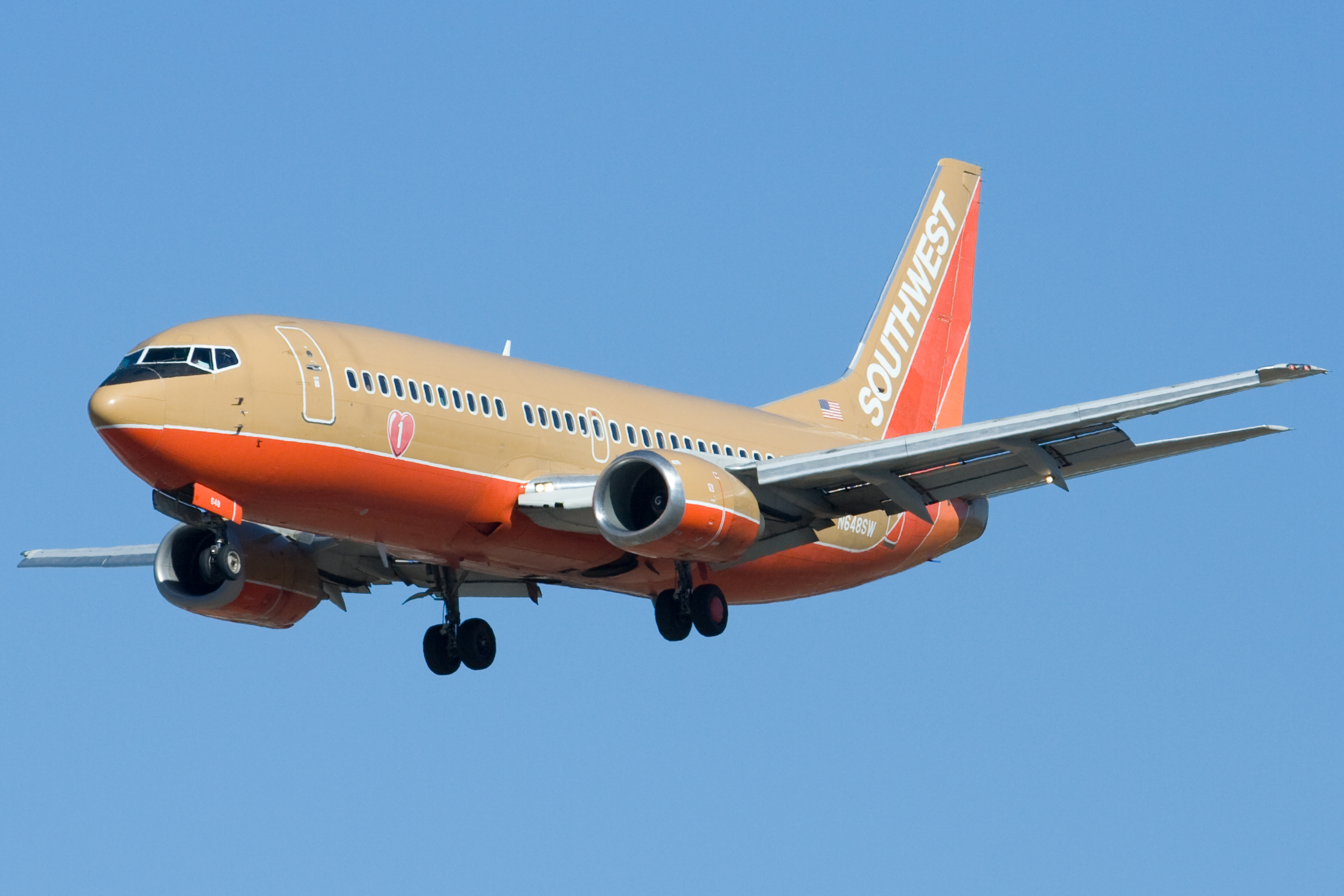
Eine Boeing 737-300 der Southwest in der Farbgebung von 1971 bis 2001

ocker bzw. sandfarben, Rumpfunterseite rot, Seitenleitwerk ocker, rot, orange mit weißem Schriftzug „SOUTHWEST“
2001–2014
canyon-blau, Rumpfunterseite rot, Seitenleitwerk blau, rot, orange mit gelbem Schriftzug „SOUTHWEST“, bis Ende 2008 wurde die komplette Flotte umlackiert, allerdings flogen drei Boeing 737-700 (N711HK, N714CB und N792SW) weiterhin in den alten Farben, um an die ursprünglichen texanischen Dreiecksstädte Dallas, Houston und San Antonio zu erinnern. Dies wurde auch bei der Farbvariante von 2014-heute fortgesetzt.
2014–heute
Southwest Airlines gab am 8. September 2014 ein neues Design bekannt. Die Rumpfunterseite ist blau, die Heckflosse (ohne Markenname) Gelb, Rot und Blau. Der Name steht in abgeänderter Schriftart über den Fenstern am Rumpf.
Aktuelle Sonderbemalungen
Mehrere Flugzeuge der Southwest Airlines wurden mit Sonderbemalungen versehen:
| Bemalung                          | Beschreibung | Flugzeugtyp      | Luftfahrzeugkennzeichen | Zeitraum            | Bild |
| --------------------------------- | --- | ---------------- | ----------------------- | ------------------- | ---- |
| „Retro“                           | Farbschema von 1971 bis 2001 | Boeing 737 MAX 8 | N871HK                  | seit November 2022  |      |
| „Retro“                           | Farbschema von 2001 bis 2014 | Boeing 737 MAX 8 | N872CB                  | seit November 2022  |      |
| „Maryland One“                    | Flagge Marylands | Boeing 737-700   | N214WN                  | seit Mai 2005       |      |
| „Colorado One“                    | Flagge Colorados | Boeing 737-700   | N230WN                  | seit August 2012    |      |
| „Missouri One“                    | Flagge Missouris | Boeing 737-700   | N280WN                  | seit April 2015     |      |
| „Triple Crown One“                | den Mitarbeitern von Southwest Airlines gewidmet, die fünf jährliche "Triple Crowns" für die beste Pünktlichkeit, die beste Gepäckabfertigung und den besten Kundenservice erhalten haben | Boeing 737-700   | N409WN                  | seit Mai 2015       |      |
| „New Mexico One“                  | Flagge New Mexicos | Boeing 737-700   | N781WN                  | seit August 2000    |      |
| „Lone Star One“                   | Flagge Texas’ | Boeing 737-700   | N931WN                  | seit Juli 2016      |      |
| „Heroes of the Heart Meteorology“ | Ehrung von Mitarbeitern des Meteorologie-Teams | Boeing 737-700   | N938WN                  | seit Mai 2009       |      |
| „California One“                  | Flagge Kaliforniens | Boeing 737-700   | N943WN                  | seit Februar 2017   |      |
| „Florida One“                     | Flagge Floridas | Boeing 737-700   | N945WN                  | seit März 2010      |      |
| „Louisiana One“                   | Flagge Louisianas | Boeing 737-700   | N946WN                  | seit März 2018      |      |
| „Arizona One“                     | Flagge Arizonas | Boeing 737-700   | N955WN                  | seit Februar 2018   |      |
| „Freedom One“                     | Flagge der Vereinigten Staaten | Boeing 737-800   | N500WR                  | seit Juni 2021      |      |
| „Illinois One“                    | Flagge Illinois’ | Boeing 737-800   | N8619F                  | seit September 2022 |      |
| „Tennessee One“                   | Flagge Tennessees | Boeing 737-800   | N8620H                  | seit September 2022 |      |

## Basisdaten

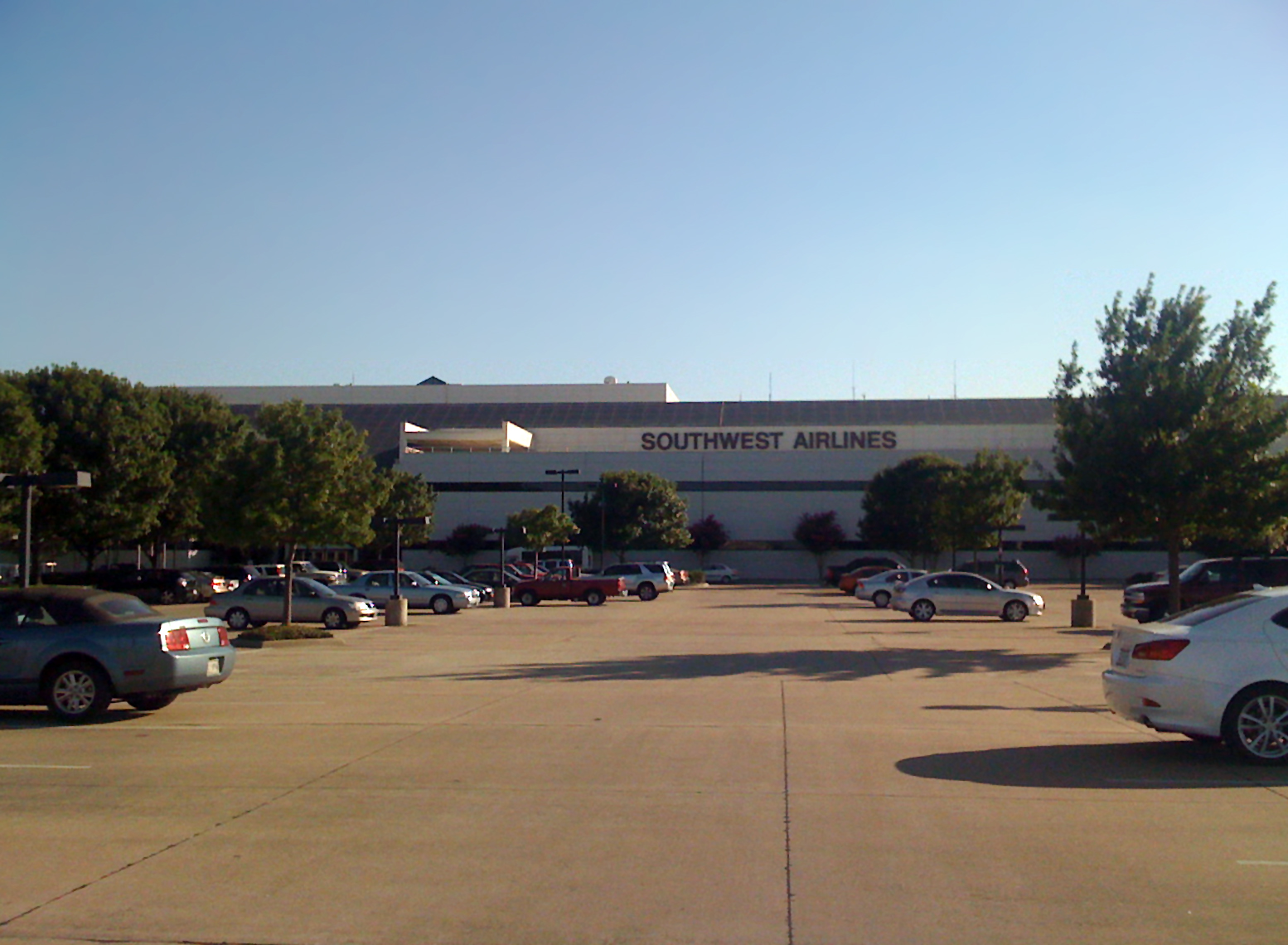
Der Sitz von Southwest in Dallas

Beförderte Passagiere:
| Jahr | Passagiere      |
| ---- | --------------- |
| 1973 | 000,5 Millionen |
| 1986 | 013,5 Millionen |
| 1998 | 052,5 Millionen |
| 2003 | 065,4 Millionen |
| 2004 | 070,9 Millionen |
| 2005 | 088,4 Millionen |
| 2006 | 096,3 Millionen |
| 2007 | 101,9 Millionen |
| 2008 | 101,9 Millionen |
| 2009 | 086,0 Millionen |
| 2010 | 106,2 Millionen |
| 2011 | 104,0 Millionen |
| 2012 | 109,3 Millionen |
| 2013 | 108,0 Millionen |
| 2014 | 110,5 Millionen |
| 2015 | 118,1 Millionen |
| 2016 | 124,7 Millionen |
| 2017 | 130,3 Millionen |
| 2018 | 134,9 Millionen |
| 2019 | 134,0 Millionen |
| 2020 | 054,0 Millionen |
| 2021 | 099,1 Millionen |
| 2022 | 126,5 Millionen |

## Zwischenfälle (Auswahl)

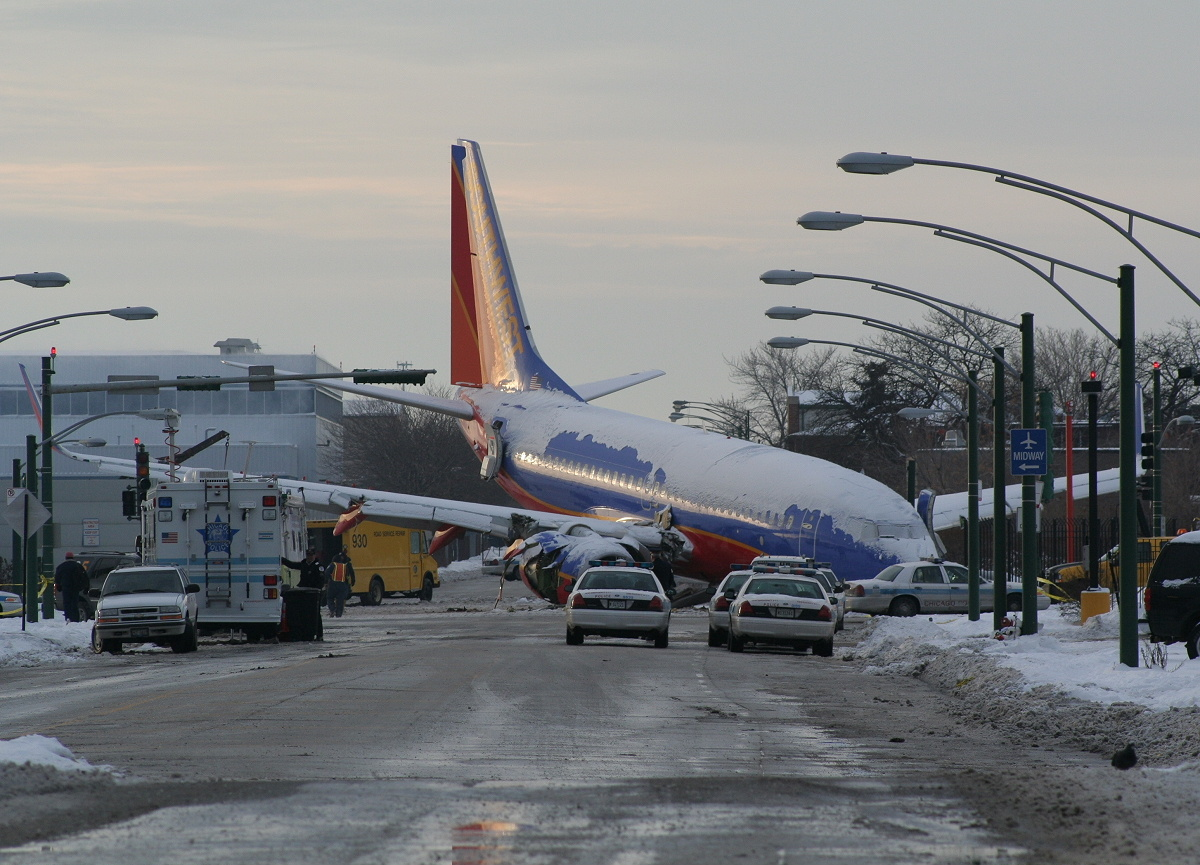
Southwest-Airlines-Flug 1248

- Eine aus Baltimore (Maryland) kommende Boeing 737 mit 103 Personen an Bord kam am 8. Dezember 2005 bei dichtem Schneetreiben von der Landebahn des Flughafens Chicago-Midway ab. Sie durchbrach den Flughafenbegrenzungszaun und kam erst auf einer dicht befahrenen Straße zum Stehen. Abgesehen von einigen leichten Verletzungen kam im Flugzeug niemand zu Schaden, jedoch begrub die Maschine ein Auto unter sich, da während der missglückten Landung neben einem Triebwerk auch das Bugrad abbrach. In diesem Auto saß eine fünfköpfige Familie, deren Sohn getötet wurde. Die US-amerikanische Verkehrssicherheitsbehörde (NTSB) sprach in einer ersten Reaktion von schwierigen, aber dennoch akzeptablen Bedingungen auf dem Flughafen bei der Landung des Flugzeugs (siehe auch Southwest-Airlines-Flug 1248).

- Bei verspäteten Untersuchungen von 46 Boeing 737-300 aufgrund einer Lufttüchtigkeitsanweisung der FAA von 2007 zu Materialermüdungen dieses Typs wurden an sechs dieser Flugzeuge entsprechende Risse gefunden. In den neun Monaten zwischen der FAA-Anweisung und der verspäteten Untersuchung 2008 führten alle 46 Maschinen dieses Typs für Southwest über 60.000 Flüge durch. Southwest Airlines wurde für diese vernachlässigten Untersuchungen und das damit einhergehende hohe Risiko zu einer Geldstrafe von 10,2 Millionen Dollar verurteilt.[17]

- Am 13. Juli 2009 musste eine Boeing 737-300 der Fluggesellschaft mit 131 Menschen an Bord in Charleston (West Virginia) notlanden, nachdem im Flug ein Loch in der Größe eines Fußballs in das Dach der Kabine gerissen worden war. Bei dem Vorfall auf dem Flug von Nashville nach Baltimore wurden keine Menschen verletzt. Das Loch sei aus noch ungeklärter Ursache etwa in der Mitte der Flugzeugkabine in das Dach gerissen worden, wodurch ein Druckabfall entstand.[18]

- Aus ähnlichen Gründen musste am 1. April 2011 eine aus Phoenix kommende Boeing 737 mit 118 Personen an Bord auf einem Militärflugplatz in der Nähe von Yuma notlanden. Grund hierfür war abfallender Druck in der Kabine, nachdem sich ein Teil der Außenhülle des Flugzeuges ablöste und im Dach des Flugzeuges ein bis zu zwei Meter großes Loch zu sehen war. Das Flugzeug befand sich auf dem Weg nach Sacramento.[19]

- Am 17. April 2018 versagte auf dem Flug WN1380 von New York LaGuardia[20] nach Dallas eines der CFM56-Triebwerke. Durch wegfliegende Metallteile wurde die Triebwerksummantelung zerstört, der Flügel, der Rumpf der Boeing 737-700 und ein Kabinenfenster wurden beschädigt. Eine Passagierin starb, nachdem sie teilweise durch das zerstörte Fenster hinausgesogen wurde, sieben weitere Passagiere wurden verletzt.[21] Die Maschine konnte ohne weitere Zwischenfälle von der Kapitänin Tammie Jo Shults in Philadelphia gelandet werden (siehe auch Southwest-Airlines-Flug 1380).[22]

- Am 7. Mai 2020 wurde eine auf der Landebahn 17R des Austin-Bergstrom International Airport befindliche Person von einer rollenden Boeing 737-700 der Southwest Airlines tödlich getroffen. Mit der Maschine wurde ein Flug von Dallas Love Field nach Austin durchgeführt (siehe auch Southwest-Airlines-Flug 1392).[23][24]